# Bob Stephenson-Möller
John Robert (Bob) Stephenson-Möller, född den 25 mars 1919 i Saltsjöbaden, död den 20 juli 2000 i Karlskrona, var en svensk sjömilitär. Han var son till Nils Stephenson-Möller.
Stephenson-Möller avlade studentexamen 1937 och sjöofficersexamen vid Sjökrigsskolan 1940. Han blev fänrik vid Kustartilleriet 1940, löjtnant 1942, kapten 1947 och major 1957. Stephenson-Möller tjänstgjorde inom marinstaben 1953–1956, som stabschef inom Gotlands kustartilleriförsvar 1956–1958 och som utbildningsofficer vid Gotlands kustartillerikår 1958–1962. Han befordrades till överstelöjtnant 1963. Stephenson-Möller blev stabschef inom Blekinge kustartilleriförsvar och Karlskrona försvarsområde samma år, vilket han förblev till sin pensionering. Han blev riddare av Svärdsorden 1958.